# Kakogawa
Kakogawa (加古川市 -shi) é uma cidade japonesa localizada na província de Hyogo.
Em 2003 a cidade tinha uma população estimada em 266 214 habitantes e uma densidade populacional de 1 921,98 h/km². Tem uma área total de 138,51 km².
Recebeu o estatuto de cidade a 15 de Junho de 1950.

## Cidades-irmãs
- Maringá, Brasil
- Waitakere, Nova Zelândia.